# 杜浩成
杜浩成（英語：Joseph To Ho-shing，1962年—）香港法律專業人士，1962年出生，2006年8月上任為東區裁判法院裁判官後，曾被揭發疏忽。早年，杜浩成曾經當任香港法律援助署法律援助計劃律師。之後，杜浩成在香港私人執業。 在1994年，杜浩成加入前律政署。在1997年時，杜浩成任高級政府律師至2006年，改任裁判官。他多次審理處理涉及社運人士案件，不少判決均引起爭議，有傳媒質疑苛待社運人士、處事不公。
杜浩成於2021年1月獲委任為國安法指定法官，至2022年4月從司法機構退休，現為執業大律師。

## 學歷
- 陳瑞祺（喇沙）書院中學畢業
- 1989年 澳洲新南威爾斯大學 商業學士及法學學士
- 1989年 澳洲高等法院 及 新南威爾士最高法院事務律師資格
- 1992年 英格蘭及威爾斯 事務律師
- 2000年 香港大律師資格[2]

## 司法生涯
杜浩成曾處理多宗案件，包括
- 《成報》欠薪案[6]
- Uber案[7]
- 葉寶琳等人非法集結案（案件編號：ESCC 5159/2011）[8][9][10]
- 黃毓民及陳偉業非法集結案（案件編號：ESCC 271/2012）[11][12][13]
- 泰歷襲警案（案件編號：ESCC 1198/2012）[14]
- 方麒驊「種票」案（案件編號：ESCC 2203/2012）[15][16]
- 古思堯及馬雲祺企圖侮辱區旗案（案件編號：ESCC 918/2013）[17]
- 梁國雄、快必星島辯論比賽案 （案件編號：ESS 38962/2015）[18]
- 反對修定逃犯條例草案運動案：杜官將13-15歲的學童判入屯門兒童及青少年院，被兒童權利委員會質疑決定會影響他們接受教育的機會及受父母照顧的權利。（案件編號： KCJP119、120、121/19；KCCC2243/19）[19][20]
- 休班警Uniqlo偷竊案：杜浩成法官稱兩次於Uniqlo盜竊的被告為出色的警員，判自簽1,000元，守行為12個月。[21]

## 相關
- 香港《裁判官條例》、《香港僱傭條例》
- 輿論審判
- 司法獨立
- 訴訟律師
- 律政司

## 外部參考
- 1月5日《明報》：《成報》失薪案的裁判官杜浩成（附圖）
- 《明報》專訊：香港裁判官杜浩成
- 裁判官杜浩成再被揭疏忽 （页面存档备份，存于）